# Acaiatuca quadricostata
Acaiatuca quadricostata är en skalbaggsart som först beskrevs av Friedrich F. Tippmann 1953.  Acaiatuca quadricostata ingår i släktet Acaiatuca och familjen långhorningar. Inga underarter finns listade i Catalogue of Life.